# Elección presidencial de El Salvador de 1931
La elección presidencial de El Salvador de 1931 fue llevada a cabo entre el 11 y 13 de enero de 1931. Arturo Araujo ganó las elecciones, con el apoyo de dos partidos los cuales eran el Partido Laborista Salvadoreño y el Partido Nacional Republicano.

## Proceso de Elecciones
Pío Romero Bosque quien fue el último presidente en funciones de pertenecer a la Dinastía Meléndez-Quiñones, no trabajo para dicha dinastía tras un intento fallido de golpe de Estado siguió con su periodo respectivo hasta 1930, En 1931 se convocarían a elecciones libres y genuinas dando así a un proceso de democratización del país, se presentaron 5 candidatos a la planilla de votación dando así como ganador al presidente electo Arturo Araujo y vicepresidente Maximiliano Hernández Martínez.
Esta sería la primera elección democrática en El Salvador desde la Independencia de la Corona Española en 1821 dando así también el fin de la República Cafetalera en El Salvador en el que los Terratenientes ya no ocuparían los cargos en la presidencia de la república dando así el inicio del Militarismo.

## Candidatos
Entre los candidatos que participaron en dichas elecciones, se designó a Arturo Araujo el cual era un Ingeniero de profesión e Historiador. Realizaría sus estudios en Reino Unido dónde aprendería más sobre el Partido Laborista Británico  y las bases de su ideología. Araujo se basaría en un partido similar con el mismo nombre donde competiría para la elección de 1919, Araujo también presentó su candidatura presidencial con el mismo partido quedando en tercer lugar ante la victoria de Jorge Meléndez. Mientras que Pío Romero Bosque propondría a Alberto Gómez Zárate como candidato presidencial, como era de costumbre el presidente saliente designaba a un sucesor de confianza. Zárate tuvo el cargo de Ministro de Guerra durante la administración de Pío Romero Bosque, además de ser el segundo civil en el cargo del Ministerio de Guerra y Marina lo cual provocaría una modernización del estado. 
Entre otros candidatos se encontraron Miguel Tomás Molina que fungió como abogado de carrera además de ser opositor a la Dinastía Meléndez-Quiñones, Molina participó en la elección de 1923 pero termino retirándose de la contienda electoral debido a la Masacre de 1922 ocurrida en las cercanías del Mercado Central de San Salvador, en donde un grupo de mujeres que realizaron una marcha en apoyo al candidato fue reprimido brutalmente por el presidente Jorge Meléndez en donde las ligas rojas y los cuerpos de seguridad tuvieron participación y complicidad. 
Antonio Claramount Lucero y Enrique Cordova, participaron en la elección. Claramount compitió bajo la bandera del Partido Fraternal Progresista. Claramount fungió como militar de carrera en el ramo de caballería. En 1977 su hijo Ernesto Claramount Roseville sería también candidato presidencial  unos años después. Enrique Córdova obtuvo la candidatura con su partido Desarrollo Nacional fue terrateniente y se dedicaría a la caficultura.
Maximiliano Hernández Martínez también presentó una candidatura de facto pero terminó siendo designado presidencial de Araujo.

## Posterior Golpe de Estado
Tras la Crisis Económica de 1929, muchos campesinos se manifestaron con los altos precios que lidiaba el café y los bajos salarios lo cual afectaría la economía tanto de los terratenientes como de los campesinos debido a la escasez del café, y a la inflación, es por esto que Arturo Araujo crearía una reforma agraria para poder hacer una repartición de tierras, este sería una de los motivos para el levantamiento campesino, Sin Embargo tras la incapacidad de lidiar con dicha crisis y las manifestaciones, el 2 de diciembre del mismo año se daría un golpe de Estado perpetrado por la oligarquía cafetalera con Maximiliano Hernández Martínez a su favor, fue así que el golpe se produjo, Araujo se exiliaría a Guatemala y regresaría después a El Salvador donde fallecería unos años más tarde, tras esto se crearía el Directorio Cívico dando el poder a Maximiliano Hernández Martínez reemplazando a Arturo Araujo, Martínez fungía como Vicepresidente y Ministro de Guerra de la República.
- Datos: Q17087319